# Antes de que suene el primer vals
Antes de que suene el primer vals es un libro que reúne 46 poemas del escritor y cantautor español Jesús Vicente Aguirre y que está prologado por el cantautor, profesor, escritor, presentador y político José Antonio Labordeta. Es su segundo poemario, después de La vida que te empuja; ha publicado otras obras sobre etnografía, música e historia. Antes de que suene el primer vals hace el nº 5 de la Colección ‘La Imprenta de Armando’ de Editorial Buscarini.

## Capítulos
El poemario está dividido en siete capítulos, en función de la temática de los versos:
- Antes de que suene el primer vals
- Del tiempo y de uno mismo
- Revuelto de copas, coplas y jotillas al ritmo de boleros
- Nombres propios
- 1936 (cuando aquí no pasó nada)
- Poemas mundanos, sacrosantos y divinos
- Afinando antes del concierto

## Curiosidades
- El colofón del libro indica que se terminó de impimir "el 13 de febrero de 2010, 143 años después de que sonara y se bailara por primera vez El Danubio Azul".
- El capítulo 1936 (cuando aquí no pasó nada) es un homenaje a su obra Aquí nunca pasó nada, una enciclopedia sobre la represión en la postguerra en La Rioja.